# Megalosaurus
A Megalosaurus (nevének jelentése 'nagy gyík', az ógörög μεγαλο-/megalo- 'nagy', 'magas' és σαυρος/sauros 'gyík' szavak összetételéből) egy nagy méretű húsevő theropoda dinoszaurusznem, amely a középső jura időszakban (a bath korszakban) élt Európában (a mai Dél-Anglia, Franciaország és Portugália területén). Ez az első olyan (madarakon kívüli) dinoszaurusznem, amelyről tudományos leírás készült.

## Felfedezés

### „Scrotum humanum”

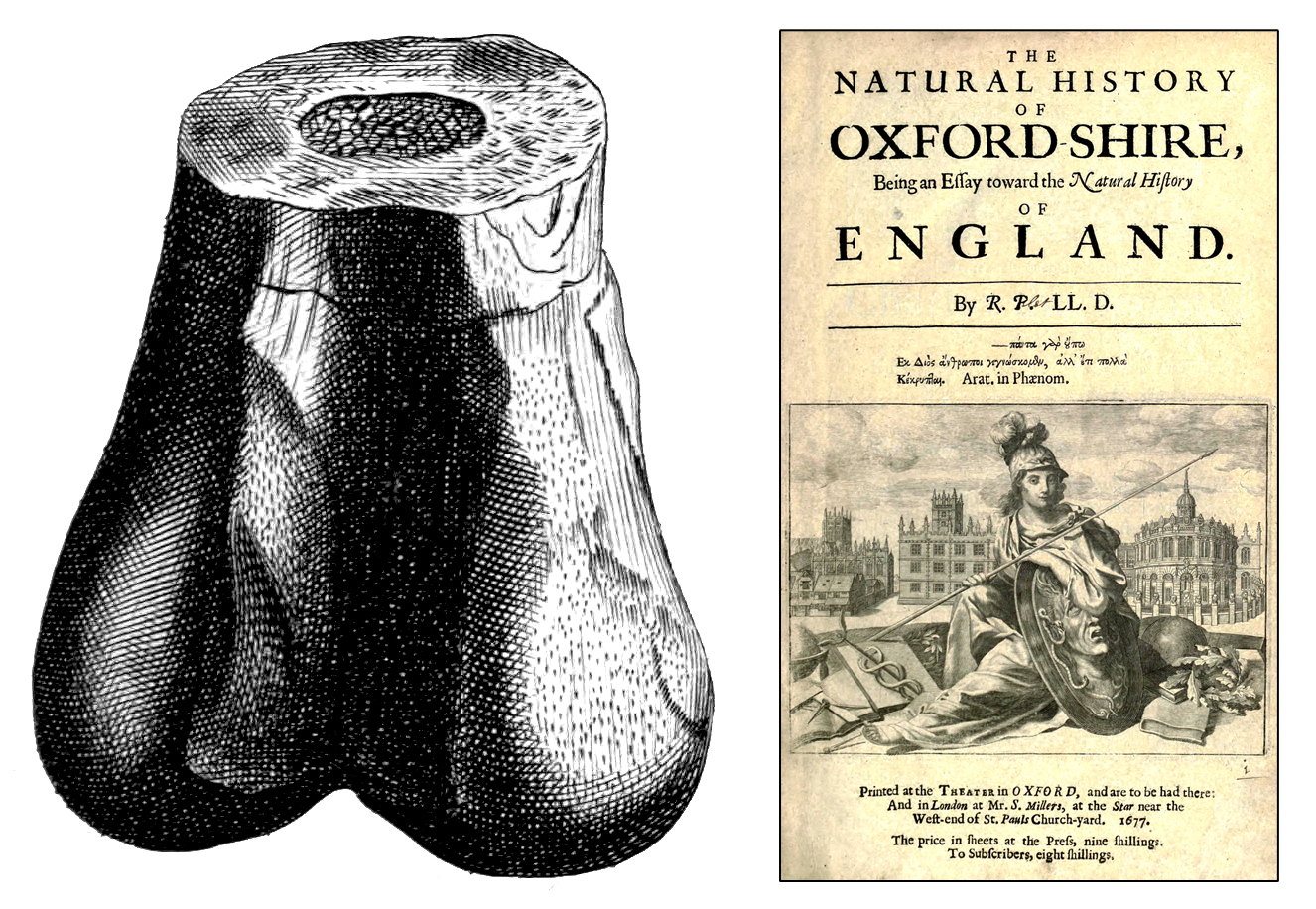
Robert Plot Natural History of Oxfordshire című 1677-es művének fedőlapja (jobbra). Plot illusztrációja a Megalosaurus combcsontjának alsó végéről (balra).

A Megalosaurus volt a tudományos irodalomban elsőként leírt dinoszaurusznem. A leírás alapjául egy megkövült csonttöredék szolgált, amit Angliában, az Oxfordshire megyei Chipping Norton közelében levő Cornwellben, egy mészkőrétegben találtak meg, 1676-ban. A töredék az Oxfordi Egyetem kémiaprofesszorához és az Ashmolean Museum első kurátorához, Robert Plothoz került, aki 1677-ben egy leírást jelentetett meg a Natural History of Oxfordshire-ben (Oxfordshire Természetrajza). Helyesen egy nagyméretű állat combcsontjának alsó végeként azonosította a tárgyat, és rájött, hogy az túl nagy ahhoz, hogy egy ismert fajhoz tartozzon. Emiatt arra következtetett, hogy egy olyan óriás lábcsontja lehet, amihez hasonlóról a Biblia tesz említést. A fosszília időközben elveszett, de a róla készült illusztráció elég részletes ahhoz, hogy egyértelműen a Megalosaurus combcsontjaként lehessen azonosítani.
1763-ban Richard Brookes ismét leírást készített a cornwelli leletről. A tárgyat Scrotum humanumnak nevezte, mivel a megjelenése egy pár emberi herére hasonlít, a nevet azonban nem tekintették az állat megfelelő binomiális nevének, és a későbbiekben nem is használták fel a szakirodalomban. Technikailag az elnevezést a binomiális nevezéktan megszületése után publikálták, így ha valóban egy új nemet reprezentáló névnek tekintenék, akkor elsőbbséget élvezne a Megalosaurusszal szemben. Az ICZN szabályai azonban előírják, hogy ha egy név a publikációja után 50 évig nincs használatban, akkor már nem versenghet tovább az elsőbbségért. Ebből következően a Scrotum humanum még ha érvényes név is lenne, időközben nomen oblitummá (elfeledett névvé) vált volna.

### Buckland felfedezése

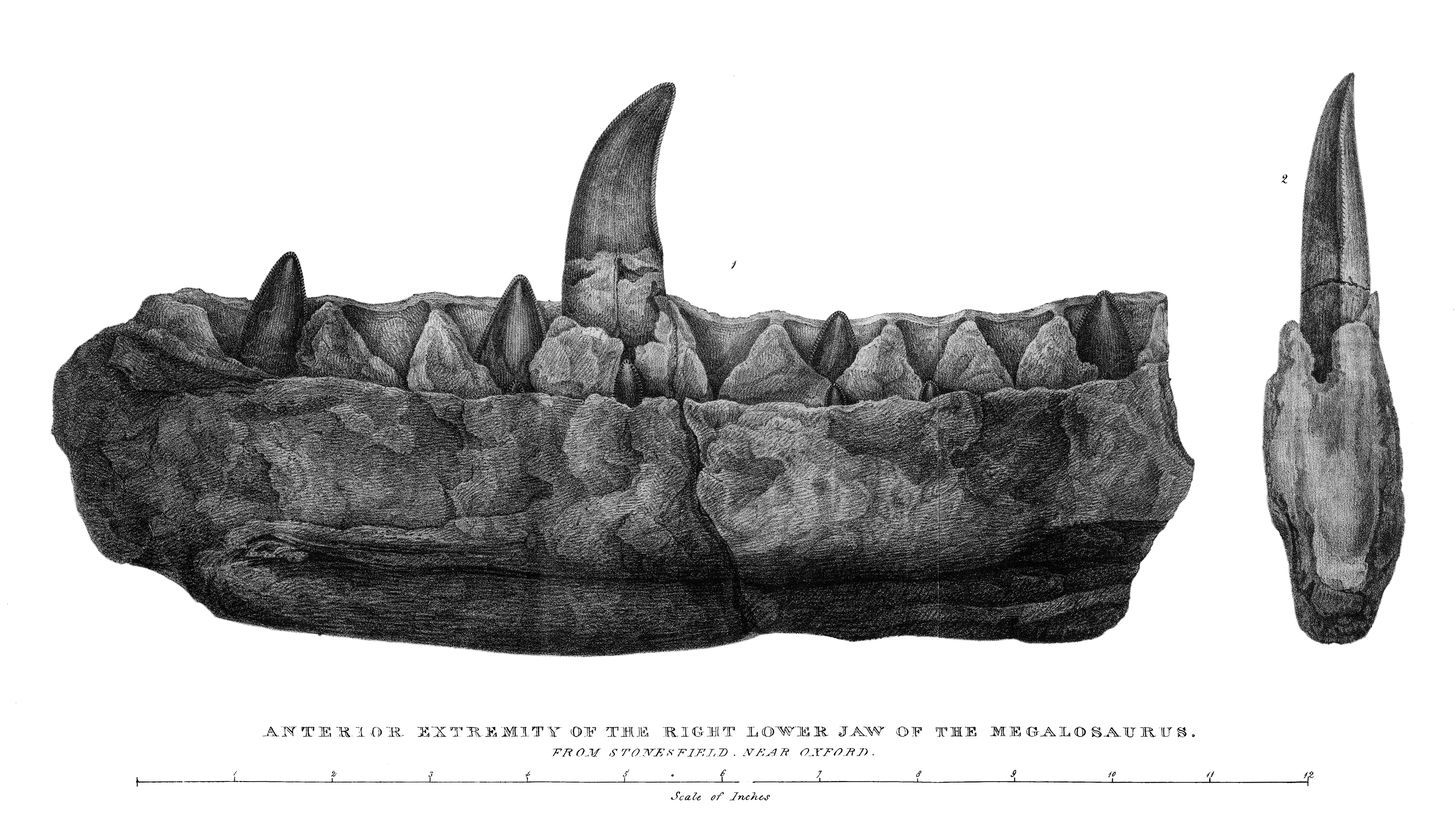
Metszet William Buckland 1824-ben megjelent Notice on the Megalosaurus or great Fossil Lizard of Stonesfield (Feljegyzés a Megalosaurusról, avagy a nagy Stonesfieldi Fosszilis Gyíkról) című írásából. A képfelirat: „Az Oxford melletti Stonesfieldből származó Megalosaurus jobb állkapcsának elülső vége.”

1815-től kezdődően további felfedezések történtek a stonesfieldi lelőhelyen. A fosszíliákat az Oxfordi Egyetem geológiaprofesszora és a keresztény egyház esperese, William Buckland találta meg. Nem tudta, hogy milyen állathoz tartoztak a csontok, de a Napóleoni háborúk után, 1818-ban a francia összehasonlító anatómus, Georges Cuvier felkereste Bucklandet Oxfordban, és rájött, hogy a maradványok egy óriási méretű gyíkszerű lényhez tartoztak. Buckland 1824-ben jelentette meg a leírást a Transactions of the Geological Societyben (A Geológiai Társaság Kiadványai) (melyet 1822-ben egy orvos, James Parkinson készített el).
1824-ben Buckland hozzájutott egy állkapocshoz, melyben fogak is voltak, néhány csigolyához, egy csípő darabjaihoz, egy lapockához és egy hátsó lábhoz, melyek valószínűleg nem egy példányhoz tartoztak. A lényt a diapsidák közé tartozó Sauria gyíkok egy óriási, 12 méteresre becsült hosszúságú képviselőjeként azonosította, és az új Megalosaurus nembe sorolta be.
1826-ban Ferdinand von Ritgen teljes binomiális nevet adott a dinoszaurusznak, a Megalosaurus conybeari elnevezést azonban a későbbi szerzők nem vették át, így mára nomen oblitummá vált. Gideon Mantell egy évvel később, 1827-ben írt a Megalosaurusról a délkelet-angliai geológiai szemléjében, és a jelenleg is érvényes Megalosaurus bucklandii nevet adta neki. 1842-ben pedig Richard Owen megalkotta a „dinoszaurusz” szót.
1997-ben több fosszilizálódott lábnyom (ichnit) került elő egy Oxfordtól 20 kilométerre északkeletre, Ardleyben található mészkőbányában. A feltételezés szerint a leletek a Megalosaurushoz és a Cetiosaurushoz tartoztak. A lábnyomok másolatait az Oxfordi Egyetem Természetrajzi Múzeumának (Oxford University Museum of Natural History) gyepén helyezték el.

## Anatómia
Az első leletek óta számos más Megalosaurus csont került elő, de teljes csontvázat nem találtak. Ebből következően a fizikai megjelenésére vonatkozó részletek bizonytalanok.

### Korai rekonstrukciók

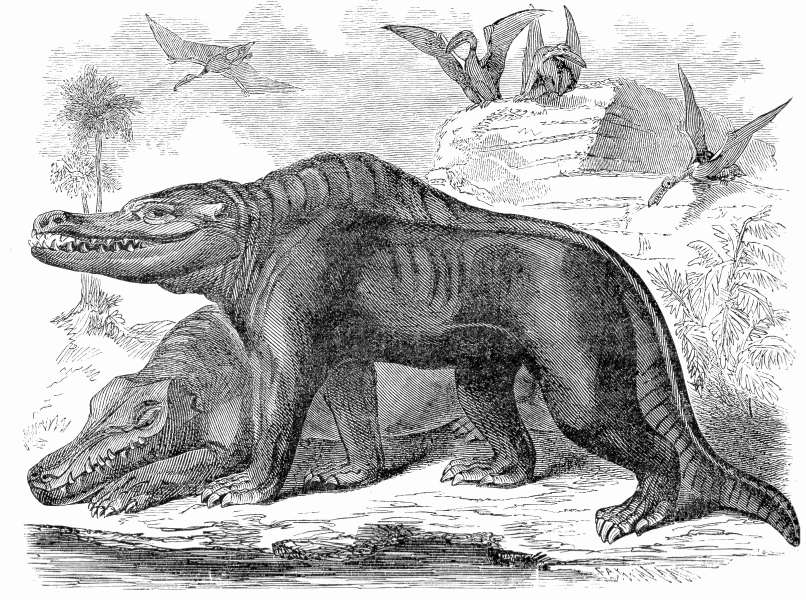
Samuel Griswold Goodrich Megalosaurus és Pterodactylus rekonstrukciói, 1859-ből. A Megalosaurus a jellegzetes korai ábrázolásokon négy lábon járó állatként jelenik meg; a modern rekonstrukciókon azonban két lábon jár.

1852-ben Benjamin Waterhouse Hawkins megbízást kapott a londoni Crystal Palace dinoszauruszkiállítása számára egy Megalosaurus modell elkészítésére, amely még napjainkban is látható. A korai őslénykutatók sosem láttak még hasonló állatot, ezért a mitológiai sárkányokhoz hasonló, hatalmas fejű, négy lábon járó lényként ábrázolták. Az elképzelés változatlan maradt egészen a 19. század közepéig, amikor újabb theropodák kerültek elő Észak-Amerikában, melyek alapján pontosabb képet alkothattak az állatról. Néhány dolog azonban tisztázatlan maradt, ugyanis (mindaddig, amíg a dinoszauruszok rendszerezése nem fejlődött elég magas szintre) az európai theropodákat a Megalosaurus nembe sorolták be. Később a legtöbbjüket átsorolták, de a régi tudományos cikkek továbbra is félreértésekhez vezethetnek. Emellett problémát jelent az a tény, hogy a Megalosaurus csontvázáról készült anatómiai ábrák többsége még azelőtt készült el, mielőtt az első csigolyát megtaláltak volna. Friedrich von Huene a németországi Tübingeni Egyetemről (Eberhard Karls Universität Tübingen) egy Altispinax nevű rejtélyes, időnként Spinosaurusként osztályozott, nagyméretű theropoda hosszú tüskés csigolyáit használta fel a Megalosaurus lerajzolásához. Sok későbbi kép pedig az övén alapul, így tarajos gerinccel vagy a Spinosauruséhoz hasonló kisebb hátvitorlával jeleníti meg az állatot,

### Modern rekonstrukciók

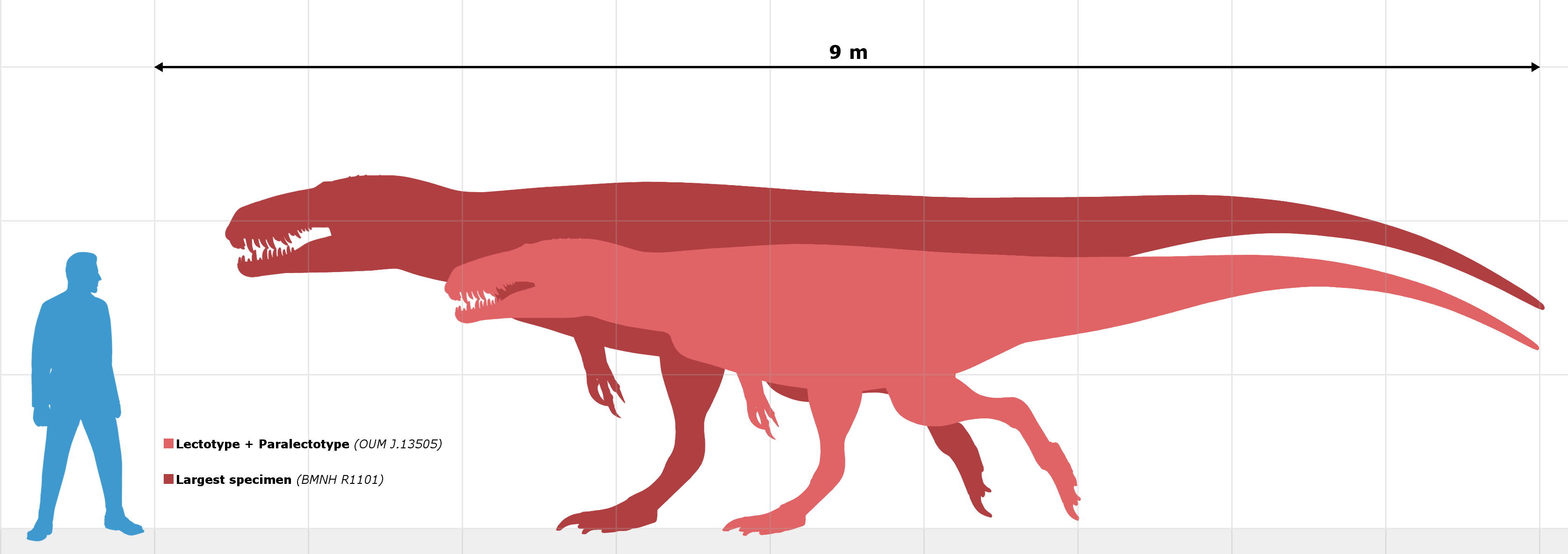
A Megalosaurus és az ember méretének összehasonlítása

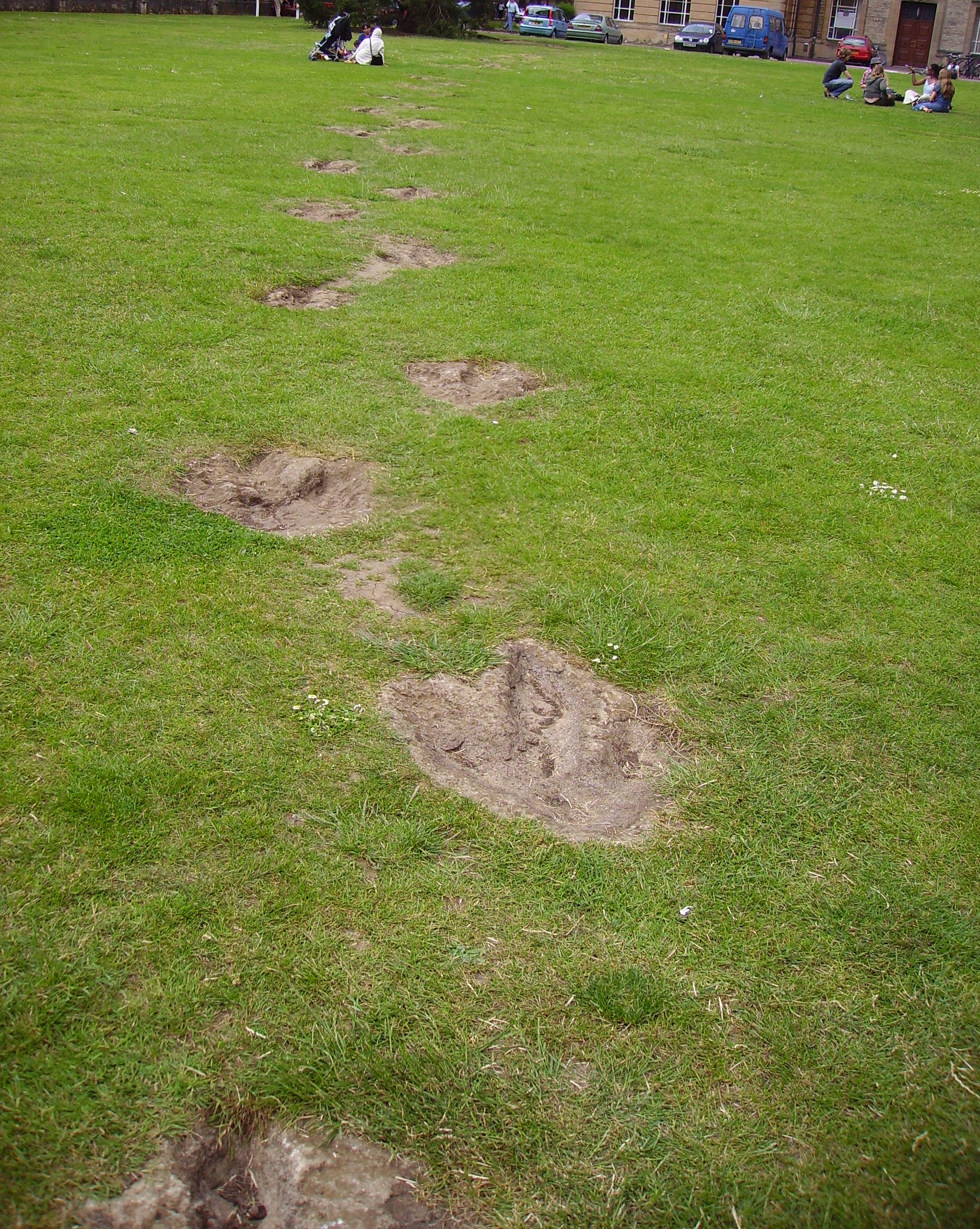
A Megalosaurus lábnyomainak rekonstrukciója az Oxfordi Egyetem Természetrajzi Múzeumának (Oxford University Museum of Natural History) gyepén

Valójában a Megalosaurus aránylag nagyméretű fejjel rendelkezett, és a fogai alapján nyilvánvaló, hogy húsevő volt. Azonban a teste és a feje egyensúlyozására használt hosszú farka alapján manapság a Megalosaurust a legtöbb 6–9 méter körüli hosszúságú theropodához hasonlóan két lábon járó vadállatként ábrázolják. A nyakcsigolyák felépítése arra enged következtetni, hogy a nyaka nagyon rugalmas volt. Az egy tonna körüli testtömeget megtartó lábai nagyok és izmosak voltak. Mint valamennyi theropoda, három előre és egy hátrafelé álló lábujjal rendelkezett. A Megalosaurus kis, feltehetően három- vagy négyujjú mellső lábai nem érték el a későbbi theropodák, például a Tyrannosaurus apró mellső lábainak méretét.
A Megalosaurus a mai Európa területén élt a jura időszak során (181–169 millió évvel ezelőtt) és valószínűleg stegosaurusokkal és sauropodákkal táplálkozott. Bár az újabb leírások arról számolnak be, hogy az Iguanodonra (egy másik korán felfedezett dinoszauruszra) vadászott a kontinenst borító erdőkben, ez valójában tévedés, mivel az Iguanodon maradványai a jóval későbbi, kora kréta időszaki formációkból kerültek elő. Egyes elavult könyvek állításaival ellentétben a Megalosaurus fosszíliáit nem találták meg Afrikában.
A Megalosaurus erőteljes húsevő volt, amely feltehetően megtámadta a legnagyobb sauropodákat is, bár elképzelhető, hogy a tápláléka egy részéhez dögevőként jutott hozzá (ahogy talán a Tyrannosaurus is). Ettől azonban nem számít kevésbé jó vadásznak, nyilván hatékonynak kellett lennie, hogy nagytestű állatként fenn tudja tartani magát.
Az Oxfordi Egyetem Természetrajzi Múzeuma pontos adatokkal rendelkezik a Megalosaurust és leleteinek felfedezését illetően.

## Osztályozás
Egy időben a Megalosaurust szemétkosár-taxonként tartották számon, és számos nagyméretű theropodát soroltak be ebbe a nembe. A Dilophosaurust, az Eustreptospondylust és a Metriacanthosaurust kezdetben a Megalosaurus fajának hitték. Később azonban a nemet alapos felülvizsgálatnak vetették alá, és eltávolították belőle a máshová tartozó fajokat.

## Galéria

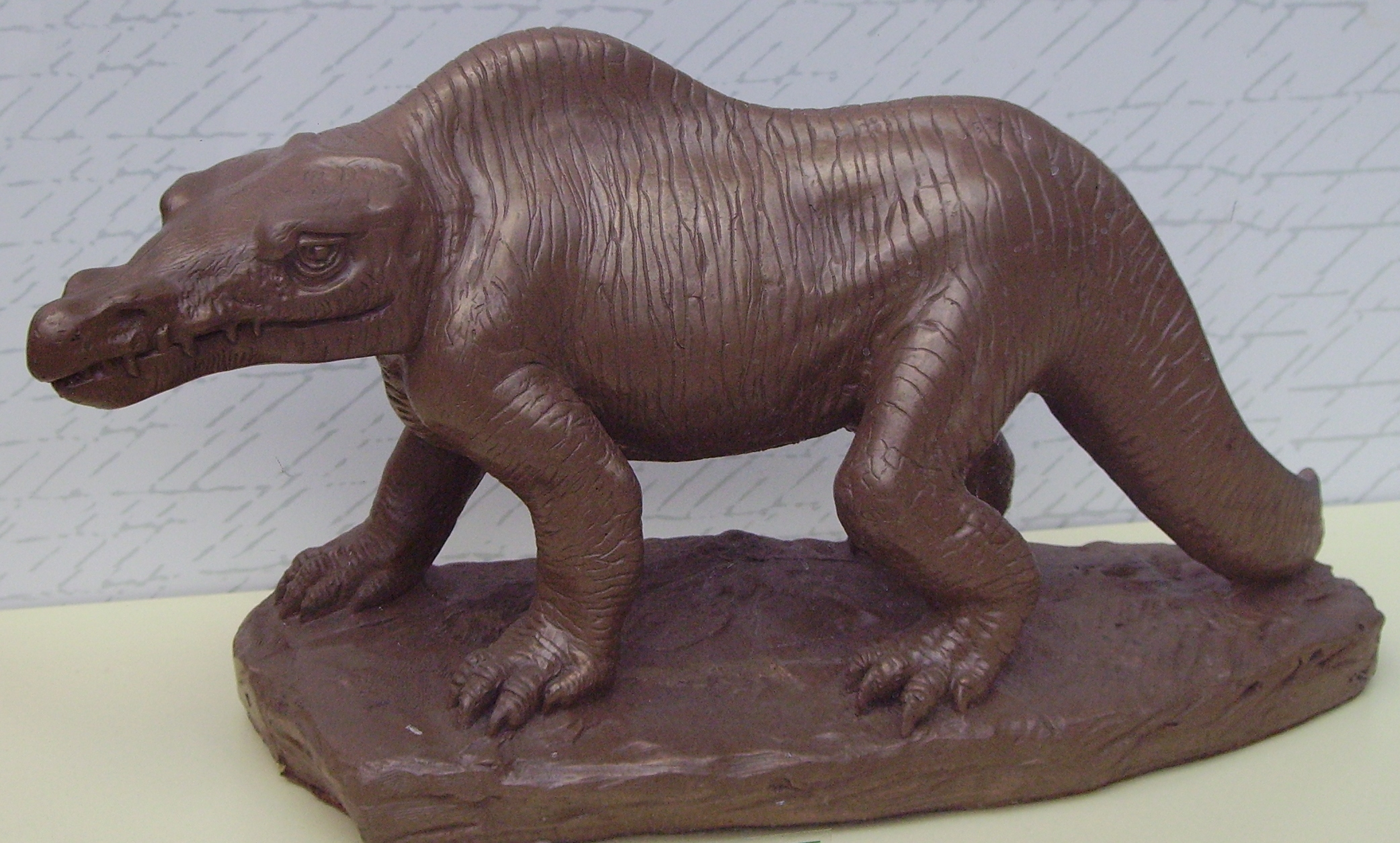
Megalosaurus - Benjamin Waterhouse Hawkins szobra, 1852-ből
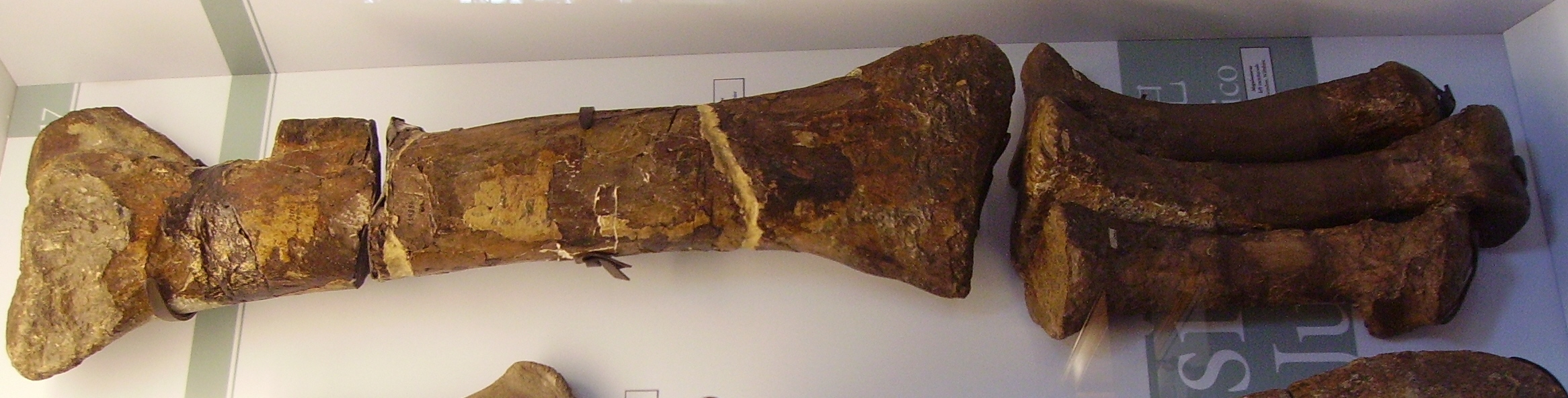
Megalosaurus csontok az Oxfordi Egyetem Természetrajzi Múzeumában (fent: sípcsont, lent: bal lábközépcsont)
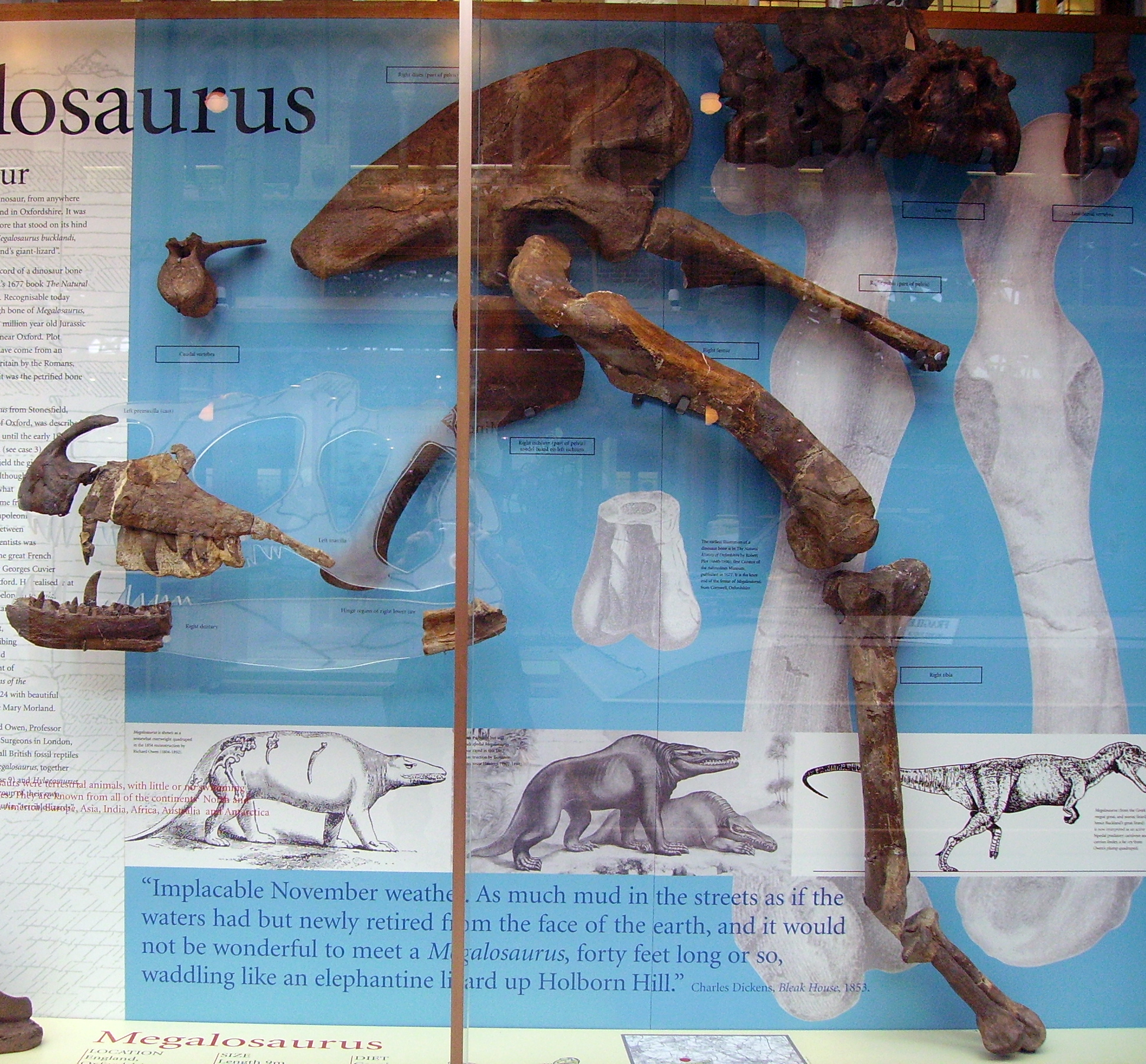
A Megalosaurus az Oxfordi Egyetem Természetrajzi Múzeumának kiállításán

## Popkulturális hatás

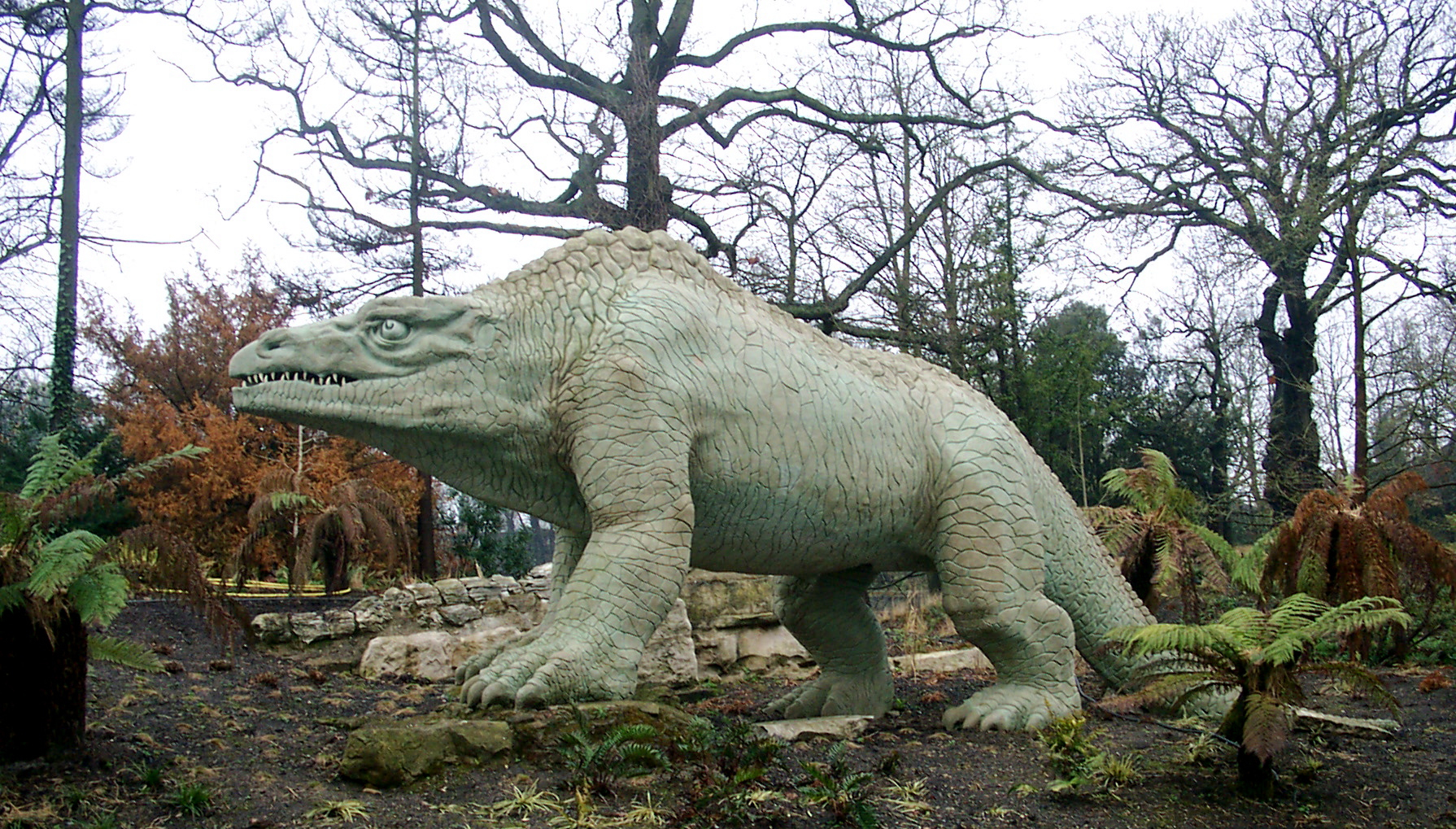
A Megalosaurus elavult rekonstrukciója a londoni kristálypalotában.

A Megalosaurus volt az első dinoszaurusz, amely megjelent a populáris médiában. Charles Dickens futólag megemlített egy Megalosaurust az Örökösök című, 1852 és 1853 között megjelent művének első fejezetében. Azóta máshol is felbukkant a médiában. Például fontos szerepet kapott John Brosnan 1984-es Carnosaur (Carnosaurus) című regényében, bár a mű alapján készült filmben már nem volt látható. A Dinosaurs című tévésorozatban az apa, Earl Sinclair egy Megalosaurus. Jacqueline Rayner „The Last Dodo” (Az utolsó Dodo) című Ki vagy, doki? (Doctor Who) könyvében szintén szerepel.

## Fordítás
- Ez a szócikk részben vagy egészben  a   Megalosaurus című angol Wikipédia-szócikk ezen változatának fordításán alapul.  Az eredeti cikk szerkesztőit annak laptörténete sorolja fel. Ez a jelzés csupán a megfogalmazás eredetét és a szerzői jogokat jelzi, nem szolgál a cikkben szereplő információk forrásmegjelöléseként.